# Liste der Monuments historiques in Saints-Geosmes
Die Liste der Monuments historiques in Saints-Geosmes führt die Monuments historiques in der französischen Gemeinde Saints-Geosmes auf.

## Liste der Immobilien
| Bezeichnung                         | Beschreibung                                 | Standort                                      | Kennzeichnung | Schutzstatus | Datum     | Bild           |
| ----------------------------------- | -------------------------------------------- | --------------------------------------------- | ------------- | ------------ | --------- | -------------- |
| Wegekreuz                           | Stein, 16. Jahrhundert                       | Balesmes-sur-Marne, rue de Saint-Moile (Lage) | PA00078945    | Classé       | 1909      |                |
| Kirche Notre-Dame-en-son-Assomption | ab dem Ende des 12. Jahrhunderts             | Balesmes-sur-Marne, rue de l’Eglise (Lage)    | PA00078946    | Classé       | 1909      |                |
| Kirche Les Trois-Jumeaux            | aus dem 12. Jahrhundert, über älterer Krypta | Route d’Auberive (Lage)                       | PA00079232    | Classé       | 1892 1909 | weitere Bilder |

## Liste der Objekte
| Bezeichnung                             | Beschreibung                                                                      | Standort                               | Kennzeichnung | Schutzstatus | Datum | Bild |
| --------------------------------------- | --------------------------------------------------------------------------------- | -------------------------------------- | ------------- | ------------ | ----- | ---- |
| Reliquiar                               | Silber, 13. Jahrhundert                                                           | in der Kirche Les Trois-Jumeaux (Lage) | PM52001095    | Classé       | 1901  |      |
| Wandkreuz                               | Kalkstein, 16. Jahrhundert, über gallorömischem Grabstein montiert                | in der Kirche Les Trois-Jumeaux (Lage) | PM52001108    | Classé       | 1980  |      |
| Drei Heiligenskulpturen                 | Stein, Anfang des 16. Jahrhunderts                                                | in der Kirche Les Trois-Jumeaux (Lage) | PM52001101    | Classé       | 1961  |      |
| Skulptur Heiliger Antonius              | Holz, farbig gefasst, 17. Jahrhunderts                                            | in der Kirche Les Trois-Jumeaux (Lage) | PM52001104    | Classé       | 1961  |      |
| Relief Drei Jünglinge im Feuerofen      | Kalkstein, 17. Jahrhundert                                                        | in der Kirche Les Trois-Jumeaux (Lage) | PM52001106    | Classé       | 1965  |      |
| Skulptur Maria Magdalena                | Stein, farbig gefasst, 16. Jahrhundert                                            | in der Kirche Les Trois-Jumeaux (Lage) | PM52001098    | Classé       | 1942  |      |
| Gemälde Mariä Verkündigung              | Ölfarbe auf Holz, erste Hälfte des 17. Jahrhunderts                               | in der Kirche Les Trois-Jumeaux (Lage) | PM52001099    | Classé       | 1953  |      |
| Kreuzigungsgruppe                       | Stein, Holz, farbig gefasst, 17. Jahrhundert                                      | in der Kirche Les Trois-Jumeaux (Lage) | PM52001102    | Classé       | 1961  |      |
| Skulptur Christus in der Rast           | Stein, farbig gefasst, 17. Jahrhundert                                            | in der Kirche Les Trois-Jumeaux (Lage) | PM52001103    | Classé       | 1961  |      |
| Skulptur Madonna mit Kind (1)           | Holz, farbig gefasst, 14. Jahrhundert                                             | in der Kirche Les Trois-Jumeaux (Lage) | PM52001096    | Classé       | 1901  |      |
| Taufpiscina                             | Stein, 13. Jahrhundert                                                            | in der Kirche Les Trois-Jumeaux (Lage) | PM52001097    | Classé       | 1909  |      |
| Relief MArtyrium der heiligen Katharina | Holz, farbig gefasst und vergoldet, 1783 von Antoine Besançon                     | in der Kirche Les Trois-Jumeaux (Lage) | PM52001100    | Classé       | 1957  |      |
| Skulptur Madonna mit Kind (2)           | Stein, farbig gefasst, 17. Jahrhundert                                            | in der Kirche Les Trois-Jumeaux (Lage) | PM52001105    | Classé       | 1961  |      |
| Prozessionskreuz                        | Silber, bezeichnet 1571; in der Schatzkammer der Kathedrale von Langres deponiert | in der Kirche Les Trois-Jumeaux (Lage) | PM52001107    | Classé       | 1973  |      |